# Fleischbank (Kaisergebirge)
Die Fleischbank ist ein 2186 m ü. A. hoher Gipfel im Wilden Kaiser in Tirol, der allseits in markante Felswände aus Wettersteinkalk abfällt. Der Berg gehört zur Gemeinde Kirchdorf in Tirol.

## Lage
Die Fleischbank ist ein 900 Meter langer in Nord-Süd-Richtung ausgerichteter massiger Grat, der mit bis zu 350 Meter hohen Wänden in die Steinerne Rinne abfällt. Diese trennt den Gipfel ostseitig vom Predigtstuhl. Westlich befindet sich das Totenkirchl, das von der Fleischbank über die Winklerscharte erreichbar ist und dahinter ein großer Felskessel, der Hohe Winkel. Im Süden befindet sich nach der Fleischbankscharte der Christaturm, gefolgt von der Hinteren Karlspitze. Im Norden fällt sie über den Nordgrat mit dem Fleischbankpfeiler zum Kaiserbachtal hin tief ab.

## Routen
Die Fleischbank, vor allem ihre Ostseite, zählt zu den berühmten Kletterbergen der nördlichen Kalkalpen. Hier befinden sich Kletterrouten, die Alpingeschichte geschrieben haben, wie die Ostwand (Schwierigkeitsgrad VI-) aus dem Jahr 1913 von Hans Dülfer, die Südostwand (VI+) von Fritz Wiessner und Roland Rossi, sowie dem Schmuck-Kamin. Der Ausgangsort für zahlreiche leichte bis schwierige Klettertouren ist das Stripsenjochhaus des ÖAV. Der Fleischbank nördlich vorgelagert befindet sich der 1749 m hohe Fleischbankpfeiler mit ebenfalls einigen sehr schweren Kletterrouten, wie den Pumprissen (VII) und einer der schwersten Alpinrouten, Des Kaisers neue Kleider (X+) von Stefan Glowacz aus dem Jahr 1993.
Der heutige Normalweg (meist als Abstieg benutzt) verläuft oberhalb der Steinernen Rinne kurz unterhalb des Ellmauer Tores (Nordseite) westlich von der markierten Route abzweigend zunächst über ein Geröllfeld auf Pfadspur (Zustieg) an die Ostwand der Hinteren Karlspitze heran und dort durch eine schluchtartige Rinne (Herrweg, Markierungen und Bohrhaken, II, längere Stelle III+) hinauf zu Grasschrofen und einfacherem Gehgelände und über eine Scharte südseitig am Christaturm vorbei auf dessen Rückseite (Westen, Christascharte) und von dort auf guter Pfadspur an die Südwestseite des Fleischbankgipfelaufbaus heran. Hier beginnt die Schöllhornrinne (II), über die das Gipfelkreuz erreicht wird. Zeitbedarf vom Ellmauer Tor bis zum Gipfel etwa eineinhalb Stunden.
Alternativ kann der Einstieg zur Schöllhornrinne auch von der Hinteren Karlspitze im II. Schwierigkeitsgrad erreicht werden. Hierzu wird vom Gipfelkreuz der Hinteren Karlspitze dem Grat nordwestlich Richtung Winklerscharte (Grat Richtung Totenkirchl) gefolgt, bis nordseitig deutliche Begehungsspuren über eine Geröllterrasse und eine Felsrinne auf die Verbindungsroute Fleischbank – Winklerscharte hinabführen, über die der Einstieg in die Schöllhornrinne erreicht wird (zunächst über Felsen, das restliche Stück ab unterhalb der Christascharte auf gutem Steig). Zeitbedarf vom Gipfelkreuz der Hinteren Karlspitze bis zum Gipfel etwa eineinhalb Stunden.